# SIPA S.1000
Die SIPA S.1000 Coccinelle (Marienkäfer) war ein leichtes Sport- und Schulflugzeug des französischen Herstellers Société industrielle pour l’aéronautique.

## Geschichte und Konstruktion
Die Coccinelle wurde von Yves Gardan für SIPA als einfach konstruiertes Ganzmetallschulflugzeug für die französischen Aeroclubs konzipiert. Sie war ein zweisitziger Tiefdecker mit starrem Bugradfahrwerk und nebeneinander angeordneten Sitzen. Um die Produktionskosten niedrig zu halten, wurden auch Standard-Kfz-Teile verwendet. Der Prototyp flog erstmals am 11. Juni 1955. Die Serienproduktion war für 1956 geplant, aber außer dem Prototyp wurden nur zwei weitere Maschinen gebaut.

## Technische Daten
| Kenngröße             | Daten                                               |
| --------------------- | --------------------------------------------------- |
| Besatzung             | 1                                                   |
| Passagiere            | 1                                                   |
| Länge                 | 5,44 m                                              |
| Spannweite            | 7,90 m                                              |
| Höhe                  | 2,19 m                                              |
| Flügelfläche          | ? m²                                                |
| Leermasse             | 334 kg                                              |
| max. Startmasse       | 568 kg                                              |
| Reisegeschwindigkeit  | 181 km/h                                            |
| Höchstgeschwindigkeit | 568 km/h                                            |
| Dienstgipfelhöhe      | ? m                                                 |
| Reichweite            | 375 km                                              |
| Triebwerke            | 1 × Boxermotor Continental C90-8F mit 67 kW (91 PS) |